# El juego de Ender
El juego de Ender (título original Ender's Game, 1985) es la novela más conocida de Orson Scott Card. Obtuvo los dos premios más prestigiosos de la ciencia ficción: el premio Nébula a la mejor novela en 1985 y el premio Hugo a la mejor novela en 1986. La novela se originó como un cuento de ciencia ficción en la revista Analog (1977), cuento que recibió el premio Ignotus de 1994, así como sendas nominaciones al Hugo y Locus de 1978. Está ambientada en un futuro donde la humanidad se enfrenta al exterminio a manos de una agresiva sociedad extraterrestre conocida como los "insectores" (buggers en el original). Andrew 'Ender' Wiggin es reclutado a la edad de seis años para ser adiestrado en la Escuela de Batalla, una estación espacial donde niños superdotados son preparados desde su infancia para dirigir la próxima guerra. El juego de Ender es el primero de un grupo de cinco libros conocidos como la Saga de Ender. En 1999 Card comenzó una serie de novelas paralela a la acción descrita en la Saga de Ender, la Saga de las Sombras, que se compone de otros cinco libros.

## Creación e inspiración
El cuento original El juego de Ender, publicado en 1977 en Analog Science Fiction and Fact, ofrece una pequeña vista de las experiencias de Ender en la Escuela de Batalla y la Escuela de Comandantes: la novela la completa con escenas de la vida de Ender antes, durante y después de la guerra, y también contiene algunos capítulos que describen la situación política altamente explosiva en la que se encuentra inmersa La Tierra a su regreso. En un comentario integrado en el audiolibro del 20 aniversario de la edición de la novela, así como en la edición definitiva del autor de 1991, Card dijo que El juego de Ender fue escrito específicamente para establecer el personaje de Ender en su rol como Portavoz en La voz de los muertos. En su introducción de 1991, Card comentaba la influencia de la Saga de la Fundación de Isaac Asimov tanto en el cuento como en la novela. El trabajo del historiador Bruce Catton sobre la guerra civil estadounidense también influyó mucho en Card.

## Argumento
En el año 2070 la humanidad está en guerra con una raza extraterrestre conocida como los insectores (su nombre proviene del parecido que tienen a los insectos). Tras fracasar en su Primera Invasión (de exploración) del sistema solar la cual está cerca de acabar con la humanidad, ésta establece una alianza mundial para hacer frente a la amenaza, con la creación de una unidad militar multinacional, la Flota Internacional (FI), otorgándose el gobierno de la tierra a la «Hegemonía» dividiéndose el gobierno del planeta entre tres cuerpos: el Hegemon, el Polemarch, y el Strategos; los cuales pelean por el dominio durante la guerra. En este futuro la humanidad ha desarrollado el viaje interestelar, la comunicación más rápida que la luz (denominada ansible en las novelas de Ursula K. Le Guin), el control sobre la gravedad y otros mecanismos y armas (muchos descubiertos a partir de los restos de la Primera Invasión Insectora). La segunda invasión (que, a diferencia de la primera, era para colonizar) fue detenida en el último momento por el talento del estratega, Mazer Rackham. Pero han pasado décadas, y la humanidad se enfrenta a un futuro incierto esperando el exterminio por una posible tercera invasión por los extraterrestres. 
Andrew Ender Wiggin es un niño prodigio estadounidense, reclutado por la Flota Internacional para su entrenamiento y futuro liderazgo en la guerra contra los Insectores. Ender es el tercero de tres hermanos en una sociedad con restricciones de natalidad por el exceso de población en el que las familias no pueden tener más de dos hijos. Ender fue engendrado con permiso del gobierno, ya que sus hermanos fueron unos genios, y con la condición de que a los seis años volverían por él para instruirle y convertirlo en el mejor comandante de la historia. 
Su personalidad viene marcada por la rivalidad y temor hacia su hermano Peter que le odia por ser mejor que él y el amor y compasión de su hermana Valentine. En la Escuela de Batalla, (una estación espacial usada como complejo militar de entrenamiento para los niños) se transforma rápidamente en un líder nato deslumbrando a sus profesores y compañeros, pasando de ser el cadete de menor edad a comandante de la Escuadra Dragón (los estudiantes están organizados en Escuadras con 40 miembros y un comandante, cuya función es realizar combates entre sí en gravedad cero) creada por un ex profesor para ponerle las cosas difíciles, y que terminará rompiendo todas las estadísticas de la escuela. Como parte de su entrenamiento psicológico Ender practica un juego de fantasía, (el cual es controlado con brutalidad por el cínico coronel Hyrum Graff, director de la escuela), al igual que las pruebas a las que le someten continuamente, hasta el examen final, la verdadera prueba de su valía para salvar el mundo.
Mientras Ender sigue su entrenamiento, sus dos hermanos buscan modificar la opinión pública mundial mediante su participación en foros de redes informáticas, bajo dos personalidades fingidas, el sensato Locke (a cargo de Peter) y el demagogo xenófobo Demóstenes (a cargo de Valentine). 
El cuento breve original es tan sólo una descripción de las experiencias de Ender en la Escuela de Batalla, mientras que la novela es un trabajo complejo en el que se abordan temas clásicos de la ciencia ficción desde una perspectiva más psicológica.

### Mazer Rackham
Mazer Rackham es uno de los personajes más intrigantes de la novela, que juega un papel muy significativo: es una leyenda de la Flota Internacional, una organización militar que adiestra cadetes espaciales y se ocupa de la protección del planeta Tierra. Mazer destruyó la flota insectora enemiga en la Segunda Invasión y se convirtió en leyenda por su proeza.

## Premios
- Premio Hugo a la mejor novela en 1986.
- Premio Nébula a la mejor novela en 1985.

## Revisiones del libro
En 1991, Card revisó el libro. Realizó muchos pequeños cambios para reflejar el clima político de la época, incluyendo la caída paulatina de la Unión Soviética. En el mundo posterior de Ender en el exilio, Card indica en el capítulo 5 que muchos de los detalles de El juego de Ender han sido modificados para usarlos en las posteriores novelas e historias cortas. Para ajustarse a ese nuevo material, Card ha reescrito el capítulo 15, y planea ofrecer una edición revisada del libro en un futuro cercano.

## Adaptaciones

### Película
La compañía Warner Bros tenía un proyecto para una película basada en la novela original y realizada por la compañía Fresco Pictures. Esta película se encontraba en fase de preproducción y en principio iba a ser dirigida por Wolfgang Petersen. Sin embargo, después de varios meses sin ninguna noticia, el nombre de Petersen desapareció del proyecto en la página web IMDb, lo que hizo pensar que seguramente el director finalmente fuera otro (se especuló con la posibilidad de que fuera Ridley Scott). El guion de la película fue finalizado por Orson Scott Card en mayo de 2003.
A finales de 2008 se podía leer en IMDb que la película quedaba cancelada, ya que el contrato que habían firmado Warner Bros y Orson Scott Card había expirado sin un acuerdo. El 14 de noviembre de 2008 Orson Scott Card lo explicó en su web. El 25 de febrero de 2009, anunció también que había terminado la última y mejor revisión de guion para la película, la cual había enviado a Odd Lot Entertainment, que puso a unos productores a trabajar conjuntamente con Orson Scott Card para la realización de la película.
Finalmente, el rodaje de la película comenzó a mediados de 2012 y fue dirigida por Gavin Hood y protagonizada por los siguientes actores:
- Asa Butterfield – Ender Wiggin[5]
- Hailee Steinfeld – Petra Arkanian[6]
- Brendan Meyer – Stilson[7]
- Harrison Ford – Colonel Hyrum Graff[8]
- Abigail Breslin – Valentine Wiggin[9]
- Aramis Knight – Bean[9]
- Moises Arias – Bonzo[9]
- Jimmy Pinchak – Peter Wiggin[9]
- Suraj Parthasarathy –Alai[9]
- Conor Carroll – Bernard[9]
- Khylin Rhambo – Dink[9]
- Ben Kingsley – Mazer Rackham

Se estrenó en noviembre de 2013. El juego de Ender tiene la etiqueta de "imposible de filmar", "porque todo lo que ocurre, sucede en la cabeza de Ender", así Orson Scott Card se negó a firmar una película a menos que pudiera garantizar que la película era "fiel a la historia". De la película que finalmente aceptó, Orson Scott Card dijo que era "Lo mejor que podría dar a la gente con una historia".

### Novelas paralelas
Card retomó la historia de El juego de Ender en una novela paralela, La sombra de Ender, donde se desarrollan los mismos acontecimientos, pero desde el punto de vista de otro personaje, el pequeño Bean. A este libro le han seguido una serie de novelas que desarrollan la vida de Bean, Petra y otros graduados de la escuela de batalla: La sombra del Hegemón, Marionetas de la Sombra, La sombra del Gigante y Sombras en fuga.

### Videojuego
El videojuego titulado El juego de Ender: Sala de Batalla debía ser distribuido de forma digital para todas las plataformas. Estaba siendo desarrollado por Chair Entertainment, autores del juego de Xbox Live Arcade Shadow Complex, basado en la novela de Card, Imperio, que se convirtió en un best-seller. Poco se sabía acerca del juego, salvo su ubicación en el universo de Ender y que se centraría en la Sala de Batalla.
En diciembre de 2010, se anunció que el desarrollo del videojuego se había detenido y el proyecto quedaba en suspenso por tiempo indefinido.

### Cómic
La editorial americana Marvel Comics y Orson Scott Card anunciaron el 19 de abril de 2008, que se editarían una adaptación en formato de serie limitada de El juego de Ender como el primero de una serie de cómics que adaptarán todas las novelas de la Saga de Ender; lo que en palabras de Card es el primer paso para trasladar la novela a los medios visuales.
Las cinco primeras series, tituladas El juego de Ender: La escuela de batalla, será escrita por Mike Carey aunque en un principio el guion iba a estar escrito por Chris Yost, bajo la supervisión de Orson Scott Card. El dibujante será el barcelonés Pasqual Ferry. Ya hay publicados más de 11.

## Traducciones
El Juego de Ender ha sido traducido a 32 idiomas:
- en albanés: Lojra e Enderit ("Ender's Game").
- en alemán: Das große Spiel ("The Great Game"), 1986, 2005.
- en búlgaro: Играта на Ендър ("Ender's Game").
- en catalán: El joc de l'Ender ("Ender's Game").
- en checo: Enderova hra ("Ender's Game"), 1994.
- en chino, 安德的游戏 (Āndé de yóuxì) ("Ender's Game"), 2003.
- en coreano: 엔더의 게임 (Endaŭi Geim) ("Ender's Game"), 1992, 2000 (two editions).
- en croata: Enderova igra ("Ender's Game"), 2007.
- en danés: Ender's strategi ("Ender's Strategy"), 1990.
- en español: El juego de Ender ("Ender's Game").
- en estonio: Enderi mäng ("Ender's Game"), 2000.
- en finés: Ender ("Ender"), 1990.
- en francés: La Stratégie Ender ("The Ender Strategy"), 1996, 1999, 2000, 2001.
- en gallego: O xogo de Ender ("Ender's Game"), 2013.
- en griego: Το παιχνίδι του Έντερ ("To paichnídi tou Enter")("Ender's Game"), 1996.
- en hebreo: המשחק של אנדר‎ (Ha-Misḥaq šel Ender) ("Ender's Game"), 1994.
- en húngaro: Végjáték ("Endgame"), 1991.
- en italiano: Il gioco di Ender ("Ender's Game").
- en japonés: エンダーのゲーム (Endā no Gēmu) ("Ender's Game"), 1987.
- en letón: Endera spēle ("Ender's Game"), 2008.
- en lituano: Enderio Žaidimas ("Ender's Game"), 2007
- en neerlandés: Ender Wint ("Ender Wins").
- en noruego: Enders spill ("Ender's Game"), 1999.
- en polaco: Gra Endera ("Ender's Game"), 1994.
- en portugués: O jogo do exterminador ("The Game of the Exterminator") (Brasil).
- en portugués: O jogo final ("The Final Game") (Portugal).
- en rumano: Jocul lui Ender ("Ender's Game").
- en ruso: Игра Эндера, romanizado: Igra Endera ("Ender's Game"), 1995, 1996, 2002, 2003 (two editions).
- en serbio: Eндерова игра (Enderova igra) ("Ender's Game"), 1988.
- en sueco: Enders spel ("Ender's Game"), 1991, 1998.
- en tailandés: เกมพลิกโลก ("The Game that Changed the World"), 2007.
- en turco: Ender'in Oyunu ("Ender's Game").